# James W. Wadsworth, Jr.
James Wolcott Wadsworth Jr foi senador e deputado distrital pelo estado de Nova Iorque.